# Wörtersbach
Der Wörtersbach oder Wörthersbach ist ein linker Zufluss der Ammer beim Kirchdorf Oderding der Gemeinde Polling im oberbayerischen Landkreis Weilheim-Schongau.

## Geographie
Der Wörtersbach entsteht in Peißenberg aus dem Zusammenfluss des von Westen kommenden Michelsbachs mit dem deutlich längeren und einzugsgebietsreicheren Stadelbach, der zuletzt aus dem Südwesten kommt, auf etwa 585 m ü. NHN neben der Bahnlinie nahe dem Schwalbenweg.

### Oberlauf Stadelbach
Der Stadelbach entsteht aus südwärts in Richtung Ammer steil abfallenden Waldgräben am Südhang des Hohen Peißenbergs. Die beiden längsten Quelläste entspringen nahe dem Hohenpeißenberger Gemeindeteil Mitterschwaig auf einem mittleren Höhenplateau des Bergstocks auf etwa 795 m ü. NHN und 816 m ü. NHN.
Auf rund 620 m ü. NHN haben sich am Bergfuß alle Quelläste am südwestlichen Siedlungsrand von Peißenberg vereint, der Stadelbach wendet sich nun unter der Bahnstrecke Schongau–Peißenberg hindurch auf nordöstlichen Lauf am Rand von Siedlungsteilen und Gewerbegebieten des Marktdorfes am rechten und linken Ufer entlang. Die Bahnlinie verläuft dabei schon vor dem Bergwerksgelände um den Zieglmeierschacht und dem Bahnhof Peißenberg wieder linksseits nahe am Lauf. Kurz danach mündet von links der Sulzerbach aus einer langen Geländekerbe im Hohen Peißenberg. Bald darauf erreicht der Stadelbach auf etwa 585 m ü. NHN den Zusammenfluss mit dem Michelsbach.

### Verlauf
Der Wörtersbach fließt recht beständig ostnordöstlich, anfangs im Peißenbacher Dorfbereich. Kurz danach mündet beim kleinen Kirchdorf Aich mit seiner Wallfahrtskapelle der Fendter Bach aus dem Nordwesten, mit über 8 km Länge sein größerter Zufluss. Bis zur Untermühle begleitet ihn dann ein Mühlkanal, nach diesem Einzelanwesen tritt er ins Gemeindegebiet von Polling über.
Noch vor dessen Kirchdorf Oderding, das er am Südrand berührt, mündet von links der Oderdinger Moosgraben. Früher zweigte durch Oderding der Oderdinger Dorfbach nach links ab, der heute auf dem ersten Viertelkilometer durch Oderding keinen offenen Zufluss aus dem Wörtersbach mehr hat.
Der Wörtersbach fließt nun seine letzten starken halben Kilometer westwärts, nimmt gleich von Südwesten her den längeren Obermoosgraben auf und mündet dann auf etwa 562 m ü. NHN von links in die Ammer.
Der Oderdinger Dorfbach dagegen mündet nach 1,8 km langem Lauf nach Nordosten auf etwa 560 m ü. NHN in die Ammer.

### BayernAtlas („BA“)
Amtliche Online-Gewässerkarte mit passendem Ausschnitt und den hier benutzten Layern: Lauf und Einzugsgebiet des Wörtersbachs

Allgemeiner Einstieg ohne Voreinstellungen und Layer: BayernAtlas der Bayerischen Staatsregierung (Hinweise)
1. 1 2 3 4 5 6  Höhe abgefragt auf dem Hintergrundlayer Amtliche Karte (Rechtsklick).
2. ↑  Länge abgemessen auf dem Hintergrundlayer Amtliche Karte.